# (9260) Edwardolson
(9260) Edwardolson (1953 TA1) est un astéroïde de la ceinture principale, découvert le 8 octobre 1953 à l'observatoire Goethe Link près de Brooklyn, dans l'Indiana. Il a une magnitude absolue de 14,7.